# Чиншове право
Чиншове право — за середньовіччя система правових норм, що регулювали тимчасове або безстрокове спадкове землекористування вільних селян і городян (чиншовиків).
За чиншовим правом феодали-землевласники передавали свою землю в користування за певну грошову або натуральну плату-чинш. Розмір і характер чиншу встановлювався звичаєвим правом або законом. Землевласники накладали свавільно на чиншовиків різні додаткові побори і повинності, характер і розмір яких встановлювався, здебільшого, звичаєвим правом.
Чиншове право виникло у 13 столітті у Західній Європі. Після загарбання Польщею в 14 — 16 століттях українських земель і масового поселення на них польських та німецьких колоністів стягування чиншу стало основною формою експлуатації селян. З серед 15 століття, з розвитком панщини, кількість вільних селян (чиншовиків) скоротилася. Право знову відродилося й поширилося з кінця 17 століття і особливо у 18 столітті, коли до польських магнатів і шляхти потрапило багато земель у Правобережній Україні. Остаточно чиншове право ліквідовано після 1917 року, у західноукраїнських землях — після 1939 року.